# Мекленбург-Штрелиц (район)
Ме́кленбург-Штрелиц (нем. Mecklenburg-Strelitz) — бывший район в Германии, в составе земли Мекленбург-Передняя Померания.
Упразднён в 2011 году в пользу новообразованного района Мекленбургское Поозёрье.
Центр района — город Нойштрелиц. Занимал площадь 2090 км². Население — 83 013 чел. Плотность населения — 40 человек/км².
Официальный код района — 13 0 55.
Район подразделяется на 54 общины.

## Города и общины
1. Фельдбергер-Зеенландшафт (4 963)
2. Нойштрелиц (22 275)

Управления
Управление Фридланд
1. Датцеталь (991)
2. Айхгорст (560)
3. Фридланд (7 345)
4. Галенбек (1 470)
5. Генцков (172)
6. Глинке (140)

Управление Мекленбургише-Клайнзеенплатте
1. Миров (3 717)
2. Приперт (305)
3. Роггентин (731)
4. Везенберг (3 263)
5. Вустров (734)

Управление Нойстрелиц-Ланд
1. Бланкензее (1 911)
2. Блуменхольц (858)
3. Карпин (998)
4. Годендорф (239)
5. Грюнов (338)
6. Хоэнцириц (561)
7. Клайн-Филен (786)
8. Кратцебург (528)
9. Мёлленбек (762)
10. Узерин (711)
11. Вокуль-Дабелов (595)

Управление Неферин
1. Безериц (157)
2. Бланкенхоф (737)
3. Брунн (1 216)
4. Неддемин (340)
5. Нойенкирхен (1 237)
6. Неферин (1 182)
7. Шпонхольц (831)
8. Штавен (522)
9. Тролленхаген (1 001)
10. Воггерзин (560)
11. Вулькенцин (1 599)
12. Цирцов (349)

Управление Штаргардер-Ланд
1. Бург-Штаргард (4 589)
2. Каммин (326)
3. Кёльпин (912)
4. Грос-Немеров (1 340)
5. Хольдорф (843)
6. Линдеталь (1 355)
7. Прагсдорф (539)
8. Тешендорф (550)

Управление Вольдегк
1. Грос-Мильцов (1 269)
2. Хельпт (397)
3. Кубланк (217)
4. Мильдениц (451)
5. Нецка (298)
6. Петерсдорф (168)
7. Шёнбек (481)
8. Шёнхаузен (297)
9. Фогтсдорф (111)
10. Вольдегк (4 093)